# Luís de Brito Homem
Luís de Brito Homem (Fundão, 8 de agosto de 1748 - São Luís do Maranhão, 10 de dezembro de 1813) foi um prelado português da Igreja Católica, bispo de Angola e Congo e de São Luís do Maranhão.

## Biografia
Formou-se em direito canônico na Universidade de Coimbra, bacharelando-se em 18 de junho de 1768. Foi ordenado padre em 20 de setembro de 1777. Foi prior da colegiada e vigário da freguesia de São Bartolomeu.
Após sua nomeação por Dona Maria I como bispo de Angola e Congo em 15 de julho de 1791, foi confirmado pelo Papa Pio VI em 19 de dezembro e consagrado em 29 de abril de 1792 por Dom António Caetano Maciel Calheiros, arcebispo-auxiliar de Lisboa, coadjuvado por Dom Domingos da Encarnação Pontével, O.P., bispo de Mariana e por Dom José Maria Sisto y Brito, C.R., bispo de Sora.
Em 16 de março de 1802, o príncipe regente Dom João o nomeou como Bispo de São Luís do Maranhão, sendo confirmado pelo Papa Pio VII em 24 de maio do mesmo ano. Desembarcou na cidade em 21 de fevereiro e tomou posse da Sé no dia seguinte. Tinha a saúde precária, mas ainda assim criou diversas paróquias, melhorou a administração do cabido e fez visitas pastorais.
Faleceu em São Luís, em 10 de dezembro de 1813. Foi sepultado na Catedral de São Luís do Maranhão.